# Wistia
A Wistia Inc. é uma empresa de software de vídeo localizada em Cambridge, Massachusetts. Wistia fornece soluções de hospedagem de vídeo para empresas, ajudando as empresas a adicionar vídeos à Web, acompanhar o desempenho e criar e engajar seus públicos-alvo usando vídeos on-line. As trezentas mil empresas reivindicadas usam os produtos e serviços da Wistia. A empresa emprega 87 pessoas.

## História
A Wistia foi fundada em 2006 por Brendan Schwartz e Chris Savage. Os dois fundadores se conheceram na Brown University, onde Chris era um estudante de cinema e Brendan era um engenheiro de computação. A empresa foi iniciada na sala de estar de Brendan. O conceito original era criar um site para os artistas postarem portfólios de vídeo. A prioridade mudou para as empresas quando a Wistia adquiriu seu primeiro cliente, uma empresa de dispositivos médicos.
Os fundadores da Wistia consideraram mudar a empresa para o Vale do Silício e Los Angeles mas decidiram permanecer em Boston.

## Financiamento
A Wistia foi financiada por uma mistura de investidores anjos e dívidas. Em 2018, a Wistia arrecadou dezessete milhões de dólares em financiamento de dívida da Accel-KKR, uma empresa de private equity focada em tecnologia. A Wistia fatura 32 milhões de dólares por ano em receita.
A Wistia também levantou duzentos mil dólares em dívidas em 2009. Anteriormente, a empresa arrecadou 1,4 milhão de dólares em duas rodadas de investidores anjos, em 2008 e 2010. investidores Angel incluem um membro do conselho da Wistia, o CEO da Renesys, Ashton Peery.
A Wistia fatura 32 milhões de dólares por ano em receita.

## Prêmios e reconhecimento
Em 2018, a G2 Crowd classificou a Wistia como uma das 25 melhores empresas de Boston. Em 2017, foi nomeada uma das principais culturas da empresa na América pela revista Entrepreneur.